# Derryl Boetoe
Derryl Boetoe is een Surinaams politicus en bestuurder. Hij was van 2011 tot 2013 voorzitter van het Nationaal Jeugdparlement. Nadien werd hij lid van de NDP, waarvoor hij kandideerde tijdens de verkiezingen van 2015. Sinds 2016 is hij directeur van de Centrale voor Vissershavens in Suriname (Cevihas).

## Biografie
Boetoe was sinds circa 2010 lid van het Nationaal Jeugdparlement (NJP). In mei 2011 werd hij met 22 van de 29 stemmen gekozen tot voorzitter. ondervoorzitter werd Praathna Sital. Tijdens zijn zittingsduur werd de dienstplicht opnieuw ingevoerd. Boetoe zag als voordeel dat voortijdig schoolverlaters en hangjongeren op het rechte pad zouden worden gebracht. Een nadeel vond hij dat ze leerden omgaan met een wapen, waardoor er een nieuw probleem zou kunnen ontstaan. Hij bleef als voorzitter aan tot 2013.
In februari 2014 maakte hij een politieke keuze, door zich bij de Nationale Democratische Partij (NDP) aan te sluiten. Hij won de debatwedstrijd Boks.sr een maand later. Hij stelde zich kandidaat tijdens de parlementsverkiezingen van 2015. Hij werd niet rechtstreeks gekozen, maar kwam wel hoog op de wachtlijst te staan.
Op 7 januari 2016 werd hij benoemd tot directeur van het overheidsbedrijf Cevihas NV. Daarnaast studeert hij aan de International Business School Americas Europe. In 2019 was hij de beoogd opvolger van André Misiekaba die de fractie van de NDP verruilde voor de post van minister van Sociale Zaken en Volkshuisvesting. Vanwege zijn functie bij Cevihas liet Boetoe deze positie aan zich voorbijgaan; Daniëlla Sumter accepteerde in zijn plaats de zetel in De Nationale Assemblée.
Boetoe is daarnaast sinds de oprichting in december 2016 voorzitter van de adviesraad van de Landelijke Studenten- en Scholierenbond.